# Cantwell-Gletscher
Der Cantwell-Gletscher ist ein 6 km langer Talgletscher in der nördlichen Alaskakette in Alaska (USA). 

## Geografie
Der Cantwell-Gletscher befindet sich im Denali-Nationalpark. Das Nährgebiet des Gletschers befindet sich auf dem Gebirgskamm der Alaskakette. Der 500 m breite Gletscher strömt in südsüdöstlicher Richtung. Das untere Gletscherende liegt auf einer Höhe von etwa 950 m und bildet den Ursprung des Cantwell Creek. Die Gletscherzunge befindet sich 20 km westlich der Siedlung Cantwell.
Benannt wurde der Gletscher nach John C. Cantwell, einem US-Offizier und Erforscher des Inneren Alaskas Ende des 19. Jahrhunderts.